# Liste von Sakralbauten im Landkreis Freising

Verwaltungsgliederung des Landkreises Freising

Die Liste von Sakralbauten im Landkreis Freising enthält alphabetisch nach dem Standort geordnet, sakrale Gebäude wie Kapellen, Kirchen etc. im Landkreis Freising. Sie erhebt keinen Anspruch auf Vollständigkeit.

## A
- Katholische Pfarr- und Wallfahrtskirche Mariä Geburt (Abens)
- Katholische Filialkirche St. Silvester (Airischwand)
- Katholische Filialkirche St. Brictius (Aiterbach)
- Katholische Pfarrkirche St. Joseph (Allershausen)
- Katholische Filialkirche St. Johannes der Täufer (Altfalterbach)
- Kapelle (Ampertshausen)
- Katholische Pfarrkirche St. Johannes Baptist (Attenkirchen)
- Katholische Pfarrkirche St. Vitus (Au in der Hallertau)
- Katholische Filialkirche St. Jakob (Aiglsdorf)

## B
- Katholische Filialkirche St. Nikolaus (Baumgarten)
- Bründl-Kapelle (Baumgarten)
- Katholische Pfarrkirche St. Martin (Bergen)
- Gutskapelle (Bernstorf)
- Kapelle (Bockschwaig)
- Katholische Filialkirche St. Georg (Burghausen)

## D
- Kapelle (Deutldorf)
- Katholische Filialkirche St. Johannes der Täufer (Dietersheim)
- Hofkapelle der Gutshofanlage Marienhof (Dietersheim)
- Kapelle Maria Hilf (Doidorf)
- Kapelle (Dorfacker)
- Katholische Filialkirche St. Ulrich (Dürnseiboldsdorf)

## E
- Neugotische Kapelle (Eberspoint)
- Katholische Pfarrkirche St. Andreas (Eching)
- Feldkapelle (Eggenberg)
- Katholische Filialkirche St. Stephanus (Eglhausen)
- Katholische Filialkirche Hl. Kreuzauffindung (Enghausen)
- Katholische Kapelle St. Stephanus (Enzelhausen)

## F
- Katholische Filialkirche St. Vitus (Fahrenzhausen)
- Katholische Filialkirche St. Leonhard (Figlsdorf)
- Kapelle (Flickendorf)
- Kapelle St. Bartholomäus (Flitzing)
- Altöttinger Kapelle (Freising)
- Katholische Nebenkirche Benediktuskirche (Freising)
- Evangelische Pfarrkirche Christi Himmelfahrt (Freising)
- Katholische Filialkirche St. Erhard (Attaching, Stadtteil von Freising)
- Katholische Stadtpfarrkirche St. Georg (Freising)
- Katholische Pfarrkirche St. Georg (Sünzhausen, Stadtteil von Freising)
- Katholische Nebenkirche Heiliggeistspital (Freising)
- Katholische Pfarrkirche St. Jakob (Vötting, Stadtteil von Freising)
- Ehemaliges katholisches Kollegialstift St. Johannes (Freising)
- Katholische Nebenkirche Pallottinerkirche St. Johannes der Täufer (Freising)
- Katholische Klosterkirche St. Klara (Freising)
- Katholische Pfarrkirche St. Lantpert (Lerchenfeld, Stadtteil von Freising)
- Katholische Pfarrkirche St. Laurentius (Haindlfing, Stadtteil von Freising)
- Katholischer Dom St. Maria und St. Korbinian (Freising)
- Katholische Nebenkirche Friedhofskirche St. Maria Himmelfahrt (Freising)
- Katholische Filialkirche St. Michael (Tüntenhausen, Stadtteil von Freising)
- Katholisches Kloster Neustift (Neustift, Stadtteil von Freising)
- Katholische Filialkirche St. Peter und Paul (Achering, Stadtteil von Freising)
- Kapelle Pellhausen (Pellhausen, Stadtteil von Freising)
- Katholische Filialkirche St. Ulrich (Hohenbachern, Stadtteil von Freising)
- Katholische Pfarrkirche St. Ulrich (Pulling, Stadtteil von Freising)
- Katholische Filialkirche St. Valentin (Altenhausen, Stadtteil von Freising)
- Katholische Wallfahrtskirche Wieskirche (Freising)
- Katholische Pfarrkirche St. Stephanus (Fürholzen)
- Wegkapelle (Fürholzen)

## G
- Katholische Pfarrkirche St. Vitus (Gammelsdorf)
- Kapelle (Geierlambach)
- Katholische Filialkirche St. Georg (Gelbersdorf)
- Katholische Filialkirche St. Jakobus der Ältere (Gesseltshausen)
- Katholische Filialkirche St. Stephanus (Giggenhausen)
- Katholische Filialkirche St. Peter (Grafendorf)
- Katholische Pfarrkirche St. Nikolaus (Gremertshausen)
- Katholische Filialkirche St. Stephanus (Großenviecht)
- Kapelle (Gründl)
- Katholische Filialkirche St. Laurentius (Günzenhausen)

## H
- Katholische Pfarrkirche St. Laurentius (Haag a. d. Amper)
- Katholische Pfarrkirche St. Theresia (Hallbergmoos)
- Katholische Pfarrkirche St. Jakobus d. Ä. (Hebrontshausen)
- Kapelle St. Sebald (Helfenbrunn)
- Katholische Filialkirche St. Peter (Hettenkirchen)
- Katholische Filialkirche St. Martin (Hetzenhausen)
- Katholische Filialkirche St. Pankratius (Hirschbach)
- Katholische Pfarrkirche St. Margaretha (Hohenbercha)
- Katholische Pfarrkirche St. Johannes Evangelist (Hohenkammer)
- Gutskapelle von Gut Hollern (Hollern)
- Katholische Filialkirche St. Martin (Holzolling)
- Katholische Pfarrkirche St. Jakobus der Ältere (Hörgertshausen)
- Kapelle (Hagenau)

## I
- Katholische Filialkirche St. Jakobus der Ältere (Inzkofen)

## J
- Katholische Filialkirche St. Leonhard (Jägersdorf)
- Katholische Filialkirche Mariä Himmelfahrt (Johanneck)

## K
- Katholische Filialkirche St. Katharina (Katharinazell)
- Katholische Filialkirche St. Ägidius (Kirchamper)
- Katholische Pfarrkirche St. Martin (Kirchdorf an der Amper)
- Katholische Filialkirche Pauli Bekehrung (Kleinviecht)
- Katholische Pfarrkirche St. Quirin (Kranzberg)
- Katholische Filialkirche St. Ottilia (Kühnhausen)

## L
- Katholische Filialkirche St. Nikolaus von Myra (Langenbach)
- Katholische Pfarrkirche St. Nikolaus von Flüe (Langenbach)
- Katholische Filialkirche St. Stephan (Lauterbach)
- Katholische Filialkirche St. Leonhard (Leonhardsbuch)

## M
- Katholische Pfarrkirche St. Margareth (Margarethenried)
- Katholische Pfarrkirche St. Martin (Marzling)
- Katholische Pfarrkirche Mariä Heimsuchung (Massenhausen)
- Kapelle (Massenhausen)
- Katholische Pfarrkirche St. Johannes der Täufer (Mauern)
- Katholische Filialkirche St. Margareth (Mintraching)
- Katholische Nebenkirche St. Johannes (Moosburg a. d. Isar)
- Katholische Pfarrkirche Münster St. Kastulus (Moosburg a. d. Isar)
- Katholische Nebenkirche St. Pius (Moosburg a. d. Isar)
- Katholische Nebenkirche Friedhofskirche St. Michael (Moosburg a. d. Isar)
- Kapelle St. Anna (Moosburg a. d. Isar)
- Kapelle St. Josef (Moosburg a. d. Isar)
- Kapelle Bruder Konrad (Moosburg a. d. Isar)

## N
- Katholische Pfarrkirche St. Martin (Nandlstadt)
- Katholische Wallfahrtskirche St. Wilgefortis (Neufahrn b. Freising)
- Katholische Filialkirche St. Andreas (Niederhummel)
- Katholische Filialkirche St. Katharina (Nörting)
- Katholische Kapelle St. Philippus und Jakobus (Notzenhausen)

## O
- Evangelische Pfarrkirche (Oberallershausen)
- Kapelle (Oberbach)
- Katholische Filialkirche St. Clemens (Oberberghausen)
- Katholische Kapelle St. Maria Magdalena (Oberhinzing)
- Katholische Pfarrkirche St. Georg (Oberhummel)
- Kapelle (Oberkienberg)
- Katholische Filialkirche Heilig Kreuz (Obermarchenbach)
- Kapelle (Oberpriel)
- Katholische Filialkirche St. Jakobus der Ältere (Oberzolling)
- Katholische Filialkirche Mariä Himmelfahrt (Osseltshausen)
- Katholische Pfarrkirche St. Bartholomäus (Osterwaal)
- Kapelle auf dem Schloßberg (Ottenburg)

## P
- Kapelle (Palzing)
- Katholische Filialkirche St. Georg (Palzing)
- Katholische Pfarrkirche St. Stephanus (Paunzhausen)
- Katholische Filialkirche St. Georg (Pelka)
- Katholische Filialkirche St. Peter und Paul (Peterswahl)
- Katholische Filialkirche St. Lampertus (Pfettrach)
- Katholische Pfarrkirche St. Margaretha (Pfrombach)
- Katholische Pfarrkirche St. Johannes der Täufer (Priel)

## R
- Katholische Wallfahrtskirche Maria Rast (Rast bei Langenbach)
- Kapelle St. Laurentius (Reichersdorf)
- Katholische Pfarrkirche St. Stephan (Reichertshausen)
- Kapelle (Rehbach)
- Katholische Wallfahrtskirche St. Maria (Rudlfing)

## S
- Katholische Wallfahrtskirche St. Alban (Sankt Alban)
- Katholische Filialkirche St. Petrus (Scheckenhofen)
- Katholische Filialkirche St. Sylvester (Schlipps)
- Katholische Filialkirche St. Michael (Schwarzersdorf)
- Katholische Pfarrkirche St. Petrus (Schweinersdorf)
- Kapelle (Sickenhausen)
- Katholische Filialkirche St. Stephan (Sielstetten)
- Katholische Filialkirche St. Sixtus (Sixthaselbach)
- Wegkapelle (Starkhof)

## T
- Katholische Pfarrkirche Mariä Himmelfahrt (Tegernbach)
- Katholische Wallfahrtskapelle Mariä Geburt (Tegernbach)
- Katholische Antoniuskapelle (Tegernbach)
- Katholische Kapelle St. Johann Nepomuk (Tegernbach)
- Katholische Schlosskirche St. Anna (Thalhausen)
- Katholische Wallfahrtskirche St. Ulrich (Thann)
- Katholische Filialkirche St. Valentin (Thonstetten)
- Katholische Filialkirche St. Andreas (Thulbach)
- Katholische Filialkirche St. Laurentius (Thurnsberg)
- Wegkapelle (Traich)
- Katholische Filialkirche St. Michael (Tölzkirchen)
- Katholische Filialkirche St. Peter und Paul (Tünzhausen)

## U
- Katholische Filialkirche St. Peter und Paul (Unterkienberg)
- Wegkapelle (Unterkienberg)

## V
- Katholische Pfarrkirche St. Laurentius (Volkmannsdorf)

## W
- Katholische Filialkirche Heilige Dreifaltigkeit (Walterskirchen)
- Katholische Filialkirche St. Johannes d. Täufer (Wang)
- Katholisches Kloster Weihenstephan
- Hofkapelle (Wehrbach)
- Katholische Filialkirche St. Jakobus d. Ä. (Willersdorf)
- Katholische Filialkirche Heilig-Kreuz-Kirche (Wimpasing)
- Katholische Pfarrkirche St. Nikolaus (Wippenhausen)
- Katholische Pfarrkirche St. Peter (Wolfersdorf)

## Z
- Katholische Pfarrkirche St. Johannes Baptist (Zolling)